# シーラーチャー駅
シーラーチャー駅（シーラーチャーえき、タイ語:สถานีรถไฟชุมทางศรีราชา）は、タイ王国の中部チョンブリー県シーラーチャー郡にある、タイ国有鉄道東本線サッタヒープ支線の駅である。

## 概要
シーラーチャー駅は、タイ王国中部チョンブリー県の人口23万人が暮らすシーラーチャー郡にある東本線の駅である。市街地より東側に2.5km程離れた所に位置する為、利便性が悪い。駅の正面側（西側）が、市街地である。
1日に2本の普通列車（1往復）の発着があるほか、休日限定で運行される優等列車もこの駅に停車する。普通列車は月曜日から金曜日までの平日運転で土曜日ー日曜日は運休であったが、いつの間にか毎日運行に変更された。クルンテープ駅から、3時間20分程度でありその運賃は28バーツ（約70円）である。当線のメインは貨物列車であり、その頻度が高いため当駅を含むフアマーク駅 - レムチャバン駅間は複線区間となっている。（フアマーク駅 - チャチューンサオ駅間は3線）

## 歴史
1908年1月24日に、東本線のクルンテープ駅 - チャチューンサオ駅が開業した。約81年後の1989年7月14日に、当駅を含むサッタヒープ駅まで延伸開業した。開業当初は中間駅であったが、約3年後に当駅よりレムチャバン支線が開業したことにより分岐駅となった 。
- 1908年1月24日【開業】クルンテープ駅 - チャチューンサオ駅 (60.99km)
- 1989年7月14日【開業】チャチューンサオ駅 - サッタヒープ駅 (123.04km)
- 1992年【開業】シーラーチャー駅 - レムチャバン港駅 (10.25km)
- 1996年10月4日【開業】インランドコンテナーデポ駅
- 2003年9月25日【複線化】 フアマーク駅 - チャチューンサオ駅

## 駅構造
単式及び島式2面の複合型ホーム3面4線をもつ地上駅であり、駅舎はホームに面している。

## 駅周辺の施設等
- シーラーチャー・バスターミナル（約2.5km）